# Masurenbund
Masurenbund, Związek Mazurów – organizacja, założona w 1923 roku.
Czołowym organizatorem powstałego w 1923 w Ełku r. Masurenbundu (Związku Mazurów) był pochodzący z powiatu ełckiego młody Mazur – Gustaw Sawicki.
Na początku grudnia 1923 r. Sawicki dał ogłoszenie w jednej z ełckich gazet w sprawie projektu założenia organizacji mazurskiej. Organizacja ta miałaby się nazywać Altpreussenklub lub Masurenbund.
Założeniem organizacji mazurskiej zainteresowali się m.in. jego brat Jan, kupiec Adolf Szymańczyk i sekretarz ełckiego magistratu, Burghard. Sawicki zorganizował wspólnie z nimi zebranie, na którym zadecydowali o powołaniu do życia Masurenbundu.
Pierwsze publiczne zebranie nowo powstałego Związku odbyło się 13 kwietnia 1924 r. w Sochach w powiecie ełckim. Na zebraniu tym przedstawiono żądania Związku: zastąpienie urzędników niemieckich na Mazurach Mazurami, oddania parcel rządowych i kredytów na Mazurach przede wszystkim Mazurom, wrócenie Mazurom starych praw i przywilejów, wprowadzenie ich języka ojczystego do szkół i bezwzględnego udzielania nauki religii i śpiewu w tym języku. Podobnie jak w okresie działalności Mazurskiej Partii Ludowej podniesiono hasło Mazury dla Mazurów. Po zebraniu w Sochach liczba członków Związku wzrosła do 180.
Celem głównym Masurenbundu miało być zwrócenie uwagi rządu Rzeszy na ubóstwo ludności mazurskiej i poprawa jej położenia gospodarczego oraz kulturalnego, co znalazło wyraz m.in. w przytoczonym poniżej statucie Związku:
1. Związek ma nosić nazwę Masurenbund.
2. Zarząd Związku ma mieć swoją siedzibę w mieście [tj. Ełku].
3. Cele Związku są następujące: zorganizowanie i zebranie w nim jak największej ilości Mazurów kochających swoją ojczyznę, kulturalne, gospodarcze i historyczne uświadamianie Mazurów, poprawa ich sytuacji gospodarczej poprzez pomaganie słowem i czynem oraz uczynienie ich zdolnymi do kształtowania swych kulturalnych i gospodarczych praw bez obcej pomocy i przymusu.
4. Związkowi nie wolno angażować się politycznie. Każdy członek Związku może jednak dokonywać swych politycznych wyborów indywidualnie według własnego uznania.
5. Członkiem Związku może być każdy Mazur nie karany sądownie. O przyjęciu decyduje Zarząd. W przypadku odrzucenia kandydatury nie podaje się powodów.
6. Wysokość składki ustala Zarząd (...).
7. W przypadku rozwiązania Związku należy przekazać istniejący majątek na dobro mazurskiej ludności. (...)
8. Członkowie Zarządu są wybierani co roku. Termin wyborów ma być znany członkom Związku przynajmniej tydzień wcześniej.

W początkowej fazie istnienia Związek posiadał niewielkie wpływy, toteż władze niemieckie nie przeszkadzały w jego działalności. Później jednak dostrzegając kontakty z ruchem polskim i wzrost popularności ruchu mazurskiego, Niemcy rozpoczęli przeciwdziałanie. Zaczęły się ataki prasowe, bojkot handlowy jednego z liderów Związku Mazurów – Adolfa Szymańczyka, zwalnianie z pracy urzędników i pracowników związanych z ruchem. Rolnikom, którzy wyrażali poparcie dla Związku, zapowiedziano wypowiedzenie hipotek. Władze policyjne podejrzewając Gustawa Sawickiego o kontakty z ruchem polskim przeniosły go służbowo do Berlina w styczniu 1926 r. i roztoczyły nad nim dyskretną „opiekę”.
Po wyjeździe Sawickiego, Szymańczyk pogłębiał swoje kontakty z ruchem polskim. Po wielu perypetiach rozpoczął wydawanie gazety Masovia. Natrafił jednak na poważne utrudnienia ze strony władz narzucających tematykę artykułów. Zdobył także niewielką liczbę czytelników.
Przeniesiony służbowo do Berlina Gustaw Sawicki przyczynił się do utworzenia 20 lutego 1926 roku Centrali Związku Mazurów. Centrala miała oddziaływać na wychodźstwo mazurskie na terenie całej Rzeszy.
Działacze berlińskiej Centrali Związku uważali, że ich działalność w Berlinie będzie znacznie swobodniejsza niż na Mazurach, i że będą mogli oddziaływać nie tylko na swoich ziomków przebywających na wychodźstwie, lecz także na terenach mazurskich. Wielu Mazurów przebywających z dala od swojego Heimatu odczuwało obcość wobec narodu niemieckiego, co przyczyniło się do ich powrotu do mazurskości.
W pierwszych miesiącach po reaktywowaniu w Berlinie Związku Mazurów, zajmował (przynajmniej oficjalnie) równie krytyczne stanowisko wobec Związku Polaków w Niemczech, jak i wobec Heimatdienstu, a to z powodu chęci pozbawiania Mazurów odrębności szczepowej. W późniejszym okresie, pod wpływem Sawitzkiego, Związek Mazurów próbował zbliżyć się do Związku Polaków nie rezygnując z zasadniczych założeń programowych. Niemniej ten ostatni, przede wszystkim pod wpływem polskiej służby konsularnej, krytycznie oceniał możliwości współpracy. Przeszkadzały mu zwłaszcza separatystyczne założenia Związku Mazurów.
Związek Mazurów starał się działać przede wszystkim na gruncie lojalności wobec państwa niemieckiego. Działacze Związku oskarżyli w sądzie skutecznie Kanneberga – agenta Heimatdienstu, który tę lojalność podważał. Próbowano również rozszerzać dalszą działalność organizacyjną poprzez mężów zaufania mieszkających w Berlinie, Westfalii i na Mazurach.
W maju 1928 r. Kurt Obitz i Gustaw Sawicki podjęli próbę ujednolicenia działań wszystkich organizacji mazurskich. Zredagowana przez Obitza odezwa wzywała Mazurów do utworzenia własnego przedstawicielstwa reprezentującego mazurskie interesy i pozbawionego obcych wpływów. Berliński ośrodek Związku Mazurów dążył do powołania jednolitego kierownictwa ruchu mazurskiego z następującym programem:
1. Utworzenie jednolitego mazurskiego przedstawicielstwa pod nazwą Centralnej Rady Mazurskiej, w której mogłyby uczestniczyć tylko czysto mazurskie grupy.
2. Jasne opowiedzenie się za konstytucją weimarską.
3. Równouprawnienie wszystkich grup mazurskich.
4. Neutralność Centralnej Rady w sprawach politycznych i religijnych.
5. Neutralność Centralnej Rady w sprawie asymilacji Mazurów, o ile nie będą przez to naruszone ich interesy.

W styczniu 1930 r. Związek Mazurów zwrócił się z memoriałem do Rządu Rzeszy Niemieckiej, w którym przedstawił prześladowanie narodowościowe Mazurów w przeszłości i w chwili obecnej, ciężką sytuację ludu mazurskiego i wzywał do wstrzymania niszczącej go polityki, któremu przecież państwo niemieckie tak wiele zawdzięczało.
Po dojściu Hitlera do władzy Związek Mazurów zaprzestał, ze względów bezpieczeństwa, swej działalności oraz wydawania „Cechu” – swego organu prasowego, poprzestając jedynie na publikowaniu poufnych okólników do mężów zaufania.
W piętnastą rocznicę plebiscytu członkowie Masurenbundu zwrócili się do kanclerza Rzeszy – Adolfa Hitlera – z prośbą o przyjęcie delegacji mazurskiej dla powtórzenia przysięgi wierności wobec Rzeszy i upomnienia się o ponowne przyjęcie do pracy wiernych niemczyźnie Mazurów. Delegacja ta nie została jednak przyjęta.